# La Vengeance du shérif
Pour plus de détails, voir Fiche technique et Distribution.
La Vengeance du Shérif (titre original : Young Billy Young) est un film américain réalisé par Burt Kennedy, sorti en 1969.

## Synopsis
Rempli de haine depuis l'assassinat de son fils à Dodge City, Ben Kane se rend à Lordsburry, en Arizona. La ville est livrée aux exactions de Frank Boone, un notable pervers qui outrepasse l'autorité du shérif local. Boone serait également le meurtrier du fils de Kane. En chemin, Kane se lie d'amitié avec Billy Young, un jeune voyou. Il retrouve bientôt le complice de ce dernier qui s'avère être Jesse Boone, frère de Frank, qui vient de tuer le shérif.

## Fiche technique
- Titre original : Young Billy Young
- Réalisation : Burt Kennedy
- Scénario : Heck Allen et Burt Kennedy d'après le roman de Heck Allen
- Directeur de la photographie : Harry Stradling Jr.
- Régisseur d'extérieurs : Jack N. Young
- Montage : Otho Lovering
- Musique : Shelly Manne
- Genre : Western
- Pays d'origine :  États-Unis
- Durée : 89 minutes
- Date de sortie :
  - États-Unis : 15 octobre 1969
  - France : 1er juillet 1970

## Distribution
- Robert Mitchum (VF : André Valmy) : Ben Kane
- Angie Dickinson (VF : Paule Emanuele) : Lily Beloit
- Jack Kelly (VF : Raymond Loyer) : John Behan
- David Carradine (VF : Jacques Thébault) : Jesse Boone
- Robert Walker Jr. (VF : Gérard Hernandez) : Billy Young
- Parley Baer (VF : Paul Bonifas) : Bell
- Willis Bouchey (VF : Claude Bertrand) : Doc Cushman
- Paul Fix (VF : Georges Hubert) : Charlie, le cocher de la diligence